# Bia Thoại Sơn

Bia Thoại Sơn dựng năm 1822

Bia Thoại Sơn là một trong ba bia ký nổi tiếng , được làm dưới chế độ phong kiến Việt Nam còn lưu lại đến ngày nay. 
Hiện bia xưa được bảo quản khá tốt trong đình thần Thoại Ngọc Hầu tại triền núi Sập, huyện Thoại Sơn, tỉnh An Giang, Việt Nam.

## Nguyên do
Sau khi đào xong kênh Thoại Hà (còn gọi là kênh Đông Xuyên) vào năm 1818, để đánh dấu công trình có ý nghĩa này, Thoại Ngọc Hầu đã nhờ Đốc học Gia Định thành là Cao Bá soạn một bài văn bia, sau đó lại nhờ Châu Đốc đồn tiền lương quân vụ là Đoàn Hầu sửa lại cho đúng. Năm Minh Mạng thứ ba (1822), ông long trọng làm lễ dựng bia và khánh thành miếu thờ Sơn thần, nay là ngôi Đình thần thờ Thoại Ngọc Hầu tại thị trấn núi Sập, thuộc huyện Thoại Sơn.

## Giới thiệu
Bia Thoại Sơn bằng đá, đầu bia chạm to hai chữ Thoại Sơn, chiều cao 3 mét, ngang 1,2 mét, bề dày 2 tấc, mặt bia chạm đúng 629 chữ Hán. 
Hiện nay, bia xưa được lưu giữ trong đình, nét chữ trên mặt bia vẫn còn sắc và đẹp. Chỉ tiếc, người đời sau cho sơn phết màu mè, khiến bia mất đi diện mạo lúc ban đầu. Còn ở bên ngoài đình, người đời sau cho dựng thêm một tấm bia đá lớn khác, kích cỡ tương tự nhưng kém mỹ thuật hơn, khắc bản dịch tiếng Việt.

## Văn bia

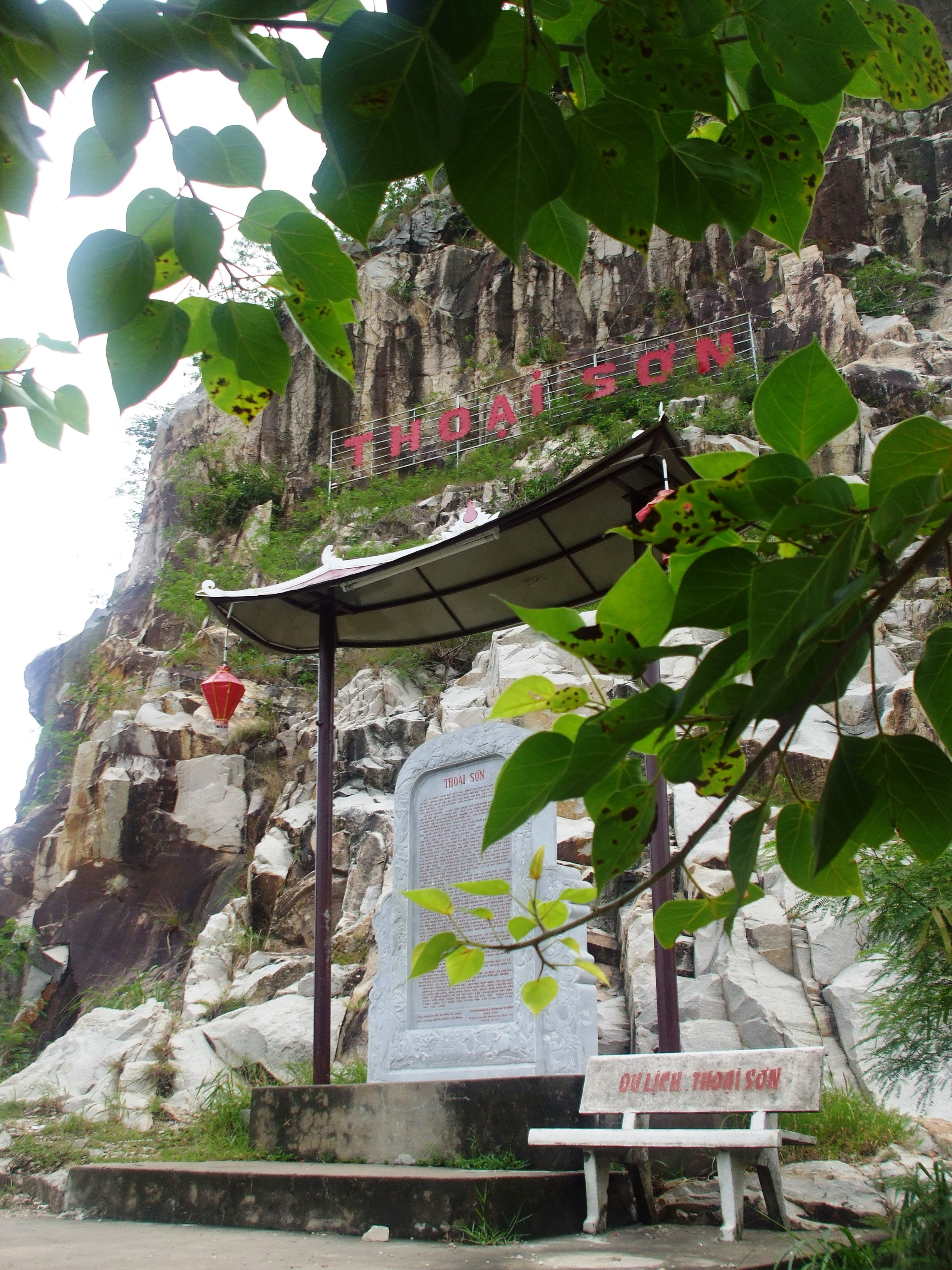
Bia Thoại Sơn khắc bản dịch tiếng Việt dựng bên Hồ Ông Thoại

Năm 2002, nhân kỷ niệm 180 năm ngày lập bia Thoại Sơn, Ủy ban Nhân dân thành phố Đà Nẵng gởi tặng tỉnh An Giang một tấm bia do làng đá Non Nước khắc theo bản dịch ra chữ quốc ngữ từ bia gốc của Bảo tàng An Giang, dựng ở khu du lịch Hồ Ông Thoại. Dưới đây là toàn văn bản dịch:
Kể từ thuở trời đất bắt đầu phân chia thì núi này đã có từ lâu rồi vậy. Nhưng tên ngọn núi thì thực đến nay mới là bắt đầu. Huống chi tên núi lại là đặc ân của vua ban. Nơi đây cây cối tốt tươi, khói mây đổi sắc, so với núi non tầm thường há chẳng khác nhau một trời một vực sao!
Xưa kia, núi này thuộc vùng ranh giới với phiên bang, thường gọi là núi Sập. Từ ngày các triều vua trước mở mang khai thác cõi Nam mới đưa vào bản đồ. Nhưng cây cối hoang dại vẫn che phủ um tùm và là nơi hang ổ cho hươu nai, còn cảnh đẹp thì vẫn bị chôn vùi không biết bao nhiêu năm vậy.
Mùa xuân năm Mậu Dần (1818), lão thần vâng chỉ giám sát đôn đốc việc đào kênh Đông Xuyên. Ngày nhận lệnh vua, lão thần sớm khuya kính sợ, lo phát cỏ dại, cùng vét cát bùn, đã đào được con kênh dài một vạn hai ngàn bốn trăm mười tầm. Sau một tháng thì hoàn thành, nghiễm nhiên trở thành một dòng sông lớn mãi mãi tiện lợi cho thuyền bè qua lại. Mà núi này cao trên mười trượng, chu vi hai ngàn bốn trăm bảy mươi tám tầm, xanh biếc um tùm, cheo leo vách đá, nằm bên đông kênh sống động như rồng thần giỡn nước, như phượng đẹp tắm sông. Đó chẳng phải là cảnh đẹp của tạo hóa đã chung đúc nên hay sao? Nhưng bấy lâu trời đất che giấu, chân người ít qua. Một sớm con kênh này được đào xong cùng ngọn núi đều được đưa vào bức họa đồ trình lên cho vua xem. Có lẽ đó cũng là cái duyên kỳ ngộ của ngọn núi này vậy.
Sau đó lại kính theo chỉ dụ của nhà vua, vì tước hiệu của lão thần là Thoại Ngọc, lại thực là người trông coi việc đào kênh này nên mới ban tên cho núi là Thoại Sơn, kênh Đông Xuyên để biểu dương lão thần, vậy nên lão thần cũng nhờ ngọn núi này mà được ban cho niềm vinh dự lớn lao ấy vậy.
Trộm nghĩ, lão thần vốn người Quảng Nam, từ nhỏ lánh mình vào Nam, rồi theo việc quân, theo hầu bên vọng các. Nhờ ơn tri ngộ, bôn tẩu trên miền thượng đạo, lúc thì các nước Xiêm La, Ai Lao, Cao Miên, được trấn giữ tại nơi còn khuyết chức là Lạng Sơn, Định Tường, lại kính cẩn nhân mệnh vua, làm quan tiết trấn Vĩnh Thanh và được ban ân bảo hộ phiên bang. Bấm ngón tay trong hơn mấy chục năm, gặp gỡ hai triều, một lòng thành kính, hai lần giữ ấn bảo hộ, trải nhiều năm cai giữ thành Châu Đốc. Trong thời gian này đã đào kênh Vĩnh Tế, dẹp nạn Cao Miên. Dù bản chức thô vụng, lập được chút công lao, nhưng cứ khư khư công danh mà bản thân lại không được như khấu chuẩn, lo việc then chốt, như vua Vũ giữ yên núi sông thì e rằng sau những ngày sống hào hoa, giàu sang mà về nghỉ hưu thì khác gì như cây cỏ tàn tạ vậy.
Nào ngờ việc đào kênh lại được ơn vua soi xét, đã lấy tên của lão thần đặt tên cho núi này. Như thế núi tức là lão thần, lão thần tức là núi này, thì núi này sẽ sừng sững lâu dài cùng trời đất, mãi mãi không bao giờ bị tiêu mòn vậy.
Từ nay về sau, khách thuận dòng đi qua chân núi, chắc không ai là không chỉ vào núi mà cùng nhau vui vẻ say sưa chuyện trò, tưởng nhớ đến cửu trùng cần mẫn mở mang bờ cõi, sau nữa luận bàn nguyên do núi được ban tên.
Vinh dự thay cho tên gọi ấy, vinh dự thay cho ngọn núi này! Có lẽ vinh dự không riêng cho núi mà càng vinh dự đời đời cho lão thần về cuộc hạnh ngộ này nữa vậy.
Kính xin dựng ngôi miếu sơn thần nơi chân núi và khắc đá làm bia, ghi to hai chữ "Thoại Sơn" đồng thời kể lại lai lịch tên núi, những mong được lưu truyền muôn đời bất hủ!
Sau ngày Đông chí năm Nhâm Ngọ, niên hiệu Minh Mệnh thứ ba (1822), Khâm sai Thống chế, đóng giữ đồn Châu Đốc, được lãnh ấn bảo hộ nước Cao Miên, kiêm quản công việc ngoài biên trấn Hà Tiên, được thưởng nhất cấp, kỷ lục một lần, Thoại Ngọc Hầu biên soạn, Đốc học thành Gia Định Cao Bá viết chữ. Thiêm sự Bộ Công, vâng giữ công việc lương tiền đồn Châu Đốc Đoàn Hầu đính chính.

## Giá trị

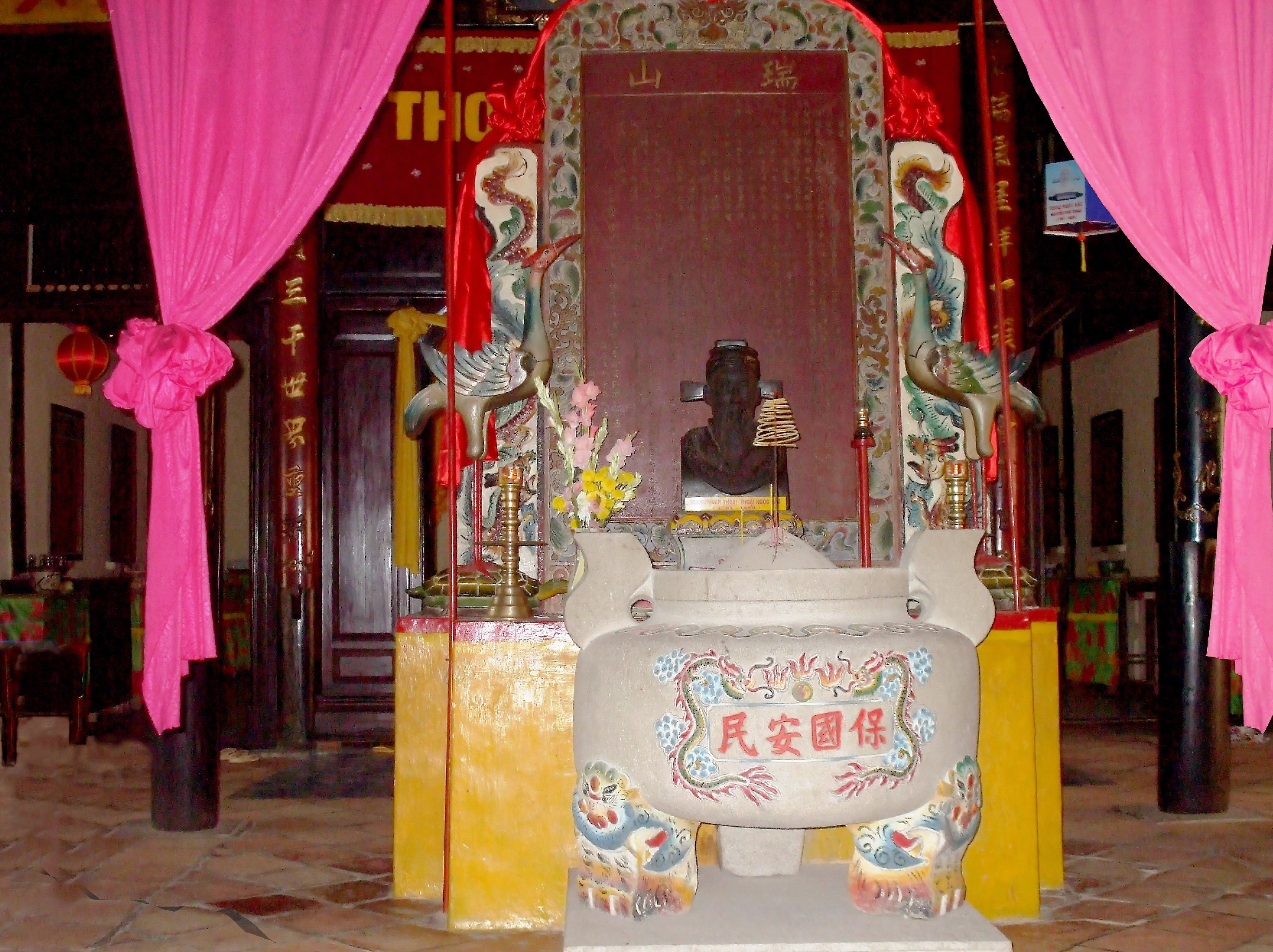
Bia Thoại Sơn được lưu giữ trong đình

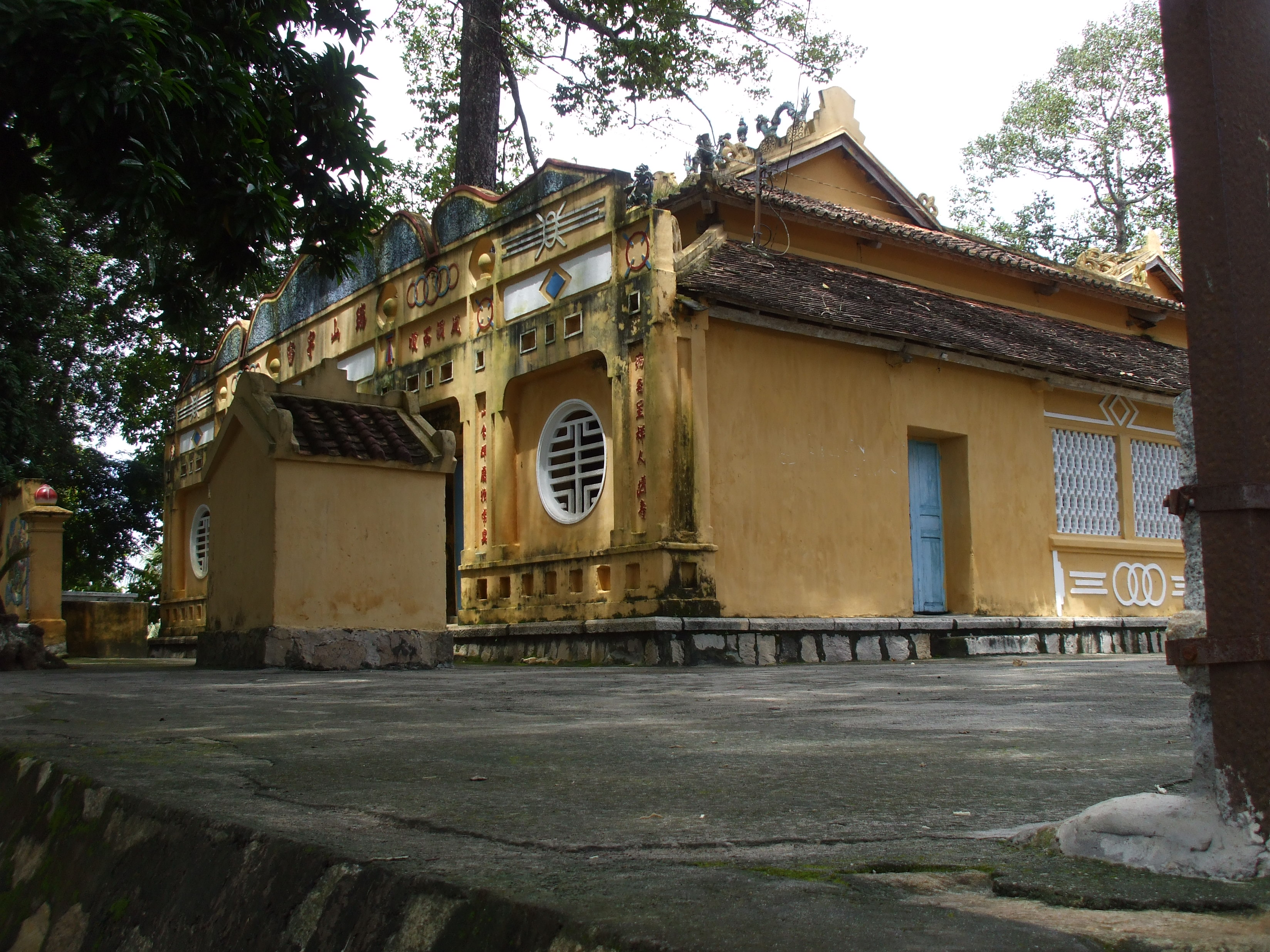
Đình thần Thoại Ngọc Hầu, nơi lưu giữ tấm bia cổ.

Văn bia là một áng văn hay, tấm bia là một tác phẩm nghệ thuật, và còn là một di tích lịch sử. Vì những giá trị đó, ngày 28 tháng 9 năm 1990, bia Thoại Sơn đã Bộ Văn hóa ra quyết định số 993/VH.QĐ công nhận là di tích lịch sử cấp quốc gia.

## Sách tham khảo
- Nhiều tác giả, Kỷ yếu Hội thảo khoa học danh nhân Thoại Ngọc Hầu do Hội khoa học Lịch sử Việt Nam, UBND tỉnh An Giang và UBND thành phố Đà Nẵng phối hợp tổ chức và ấn hành năm 2009.
- Nhiều người soạn, Địa chí An Giang (tập 2), UBND tỉnh An Giang tổ chức biên soạn và ấn hành, 2007.
- Nguyễn Văn Hầu, Thoại Ngọc Hầu và những cuộc khai phá miền Hậu Giang. Nhà xuất bản Hương Sen, sách không ghi năm xuất bản.